# God's Child (Baila conmigo)
«God's Child (Baila conmigo)» es una canción a dueto escrita por el cantante escocés-estadounidense David Byrne y la cantante estadounidense Selena.

## Antecedentes
De acuerdo a David Byrne, la creación del tema surgió de la siguiente manera: 

Creo que se me acercaron los productores de una película llamada Don Juan DeMarco que creo que estaba protagonizada por Johnny Depp y Marlon Brando, y me dijeron que había una escena en la película en la que iban a un salón de baile, a un concierto, o a un club. Y Selena es quien canta en el club. Y querían saber: '¿tienes una canción o podrías pensar en una canción que ustedes pudieran hacer juntos o que ella pudiera hacer?' Y entonces, tenía una canción en la que estaba trabajando llamada 'God's Child'. Pensé que podría estar lo suficientemente cerca de algo con lo que ella no se sintiera demasiado extraña al cantar. Ella grabó sus partes en español y pensé que era increíble. Las personas de la película nunca la usaron, decidieron no usarla. Me sentí un poco triste por eso. Pensé: '¿qué va a pasar con esta canción ahora?'. Todos sabemos lo que pasó entonces, he aquí que en su álbum póstumo, Dreaming of You, la canción finalmente encontró un lugar. Bueno, Selena es relevante hoy porque logró aferrarse a sus raíces y cultura tejanas lo suficiente como para que sus fanáticos le reconocieran eso.»
David Byrne para Apple Music, 2020.

Como fue mencionado por Byrne, la composición en un principio sería utilizada para una escena de la película Don Juan DeMarco de 1995, e igualmente se agregaría como un sencillo a la banda sonora de la cinta, en la que además, Selena realizó un cameo como cantante. Ambos grabaron la canción en los estudios de la discográfica Luaka Bop, fundada por el propio Byrne. Sin embargo, no fue incluida en el filme, ni en la banda sonora, por lo que en su lugar fue añadida al álbum Dreaming of You de Selena, lanzado póstumamente el 18 de julio de 1995, cuatro meses después de su asesinato ocurrido el 31 de marzo del mismo año.
En 2002, Byrne interpretó el tema en solitario durante el David Byrne Live at Union Chapel, un concierto que realizó en Londres en la iglesia del mismo nombre. Antes de cantar, le dedicó unas palabras a Selena, diciendo lo siguiente:

Esta canción era originalmente un dueto con Selena la cantante de norteña que fue trágicamente asesinada por la presidenta de su club de fans. Fue santificada en Texas, el pop no sabe sobre esto, pero fue considerada una santa en Texas y la gente le hacía altares en sus patios. Era muy popular entonces y, por supuesto, se volvió enormemente popular después de que la asesinaron. Esta es una de las últimas cosas que grabó, no era lo que típicamente hacía, pero quién sabe adónde habría llegado.

## Video homenaje
En 2009, la desaparecida discográfica EMI Televisa, creada en colaboración con EMI Latin y la empresa de medios de comunicación mexicana Televisa, elaboró un video musical póstumo para el tema, en el que se combinó el concierto de David Byrne tocando la canción durante su presentación en Union Chapel en 2002, y un concierto que Selena dio en Monterrey en 1994, además de colocar videos de una pequeña niña que se encuentra soñando. Esto último se hizo en referencia a la letra de la canción, que en sus versos iniciales habla sobre una niña. Según Byrne, el significado original de la canción hablaba sobre unos jóvenes travestis que residían en el mismo barrio donde él solía vivir en Nueva York, pero luego de la muerte de Selena le cambió el significado, y según lo dicho por él, la historia del tema ahora retrataba a una chica nueva en la escuela secundaria que iba a estudiar en los suburbios de Baltimore, una chica nueva de allí que solía tomar LSD y se recostaba en un campo junto a la fábrica de chocolates Yoo-hoo. Ella solía decirle que era un gran lugar para ese tipo de cosas, pero el tenía sus dudas. 
Aunque se logró una buena sincronía de labios con la canción al juntar ambas grabaciones de los dos artistas, el videoclip nunca fue publicado oficialmente.

## Recepción
El 18 de julio de 2020, como parte del aniversario número 25 del álbum Dreaming of You de Selena, su esposo Chris Pérez fue entrevistado por E! News para hablar sobre el disco, revelando que su canción favorita del mismo era «God's Child». En adición, Byrne también fue abordado por E!, y por su parte él compartió su sentir cuando escuchó el tema una vez que se masterizó con la voz de Selena, declarando: «la cinta volvió con su voz y quedé inconsciente. Elevó la canción a otro nivel. Yo estaba muy emocionado».
En septiembre del mismo año, la actriz estadounidense Jamie Lee Curtis fue entrevistada por el reportero nacional de arte Geoff Edgers para The Washington Post, donde expuso que si hubiese tenido la oportunidad de transmitir seis canciones cuando fue invitada a participar como DJ para la emisora de radio estadounidense KCRW en 2014, su sexta elección musical hubiera sido «God's Child», describiéndola como una «obra maestra increíble».

## Personal
Créditos adaptados del video de la canción en YouTube.
- David Byrne - voz, letrista, guitarra, percusión, bajo, armonio, productor
- Selena - voz, letrista